# Mwaro
Mwaro é uma província do Burundi. Sua capital é a cidade de Mwaro.

## Comunas
Mwaro está dividida em 6 comunas:
- Bisoro
- Gisozi
- Kayokwe
- Ndava
- Nyabihanga
- Rusaka

## Demografia
| 2001    | 2011    |
| 235.496 | 300.385 |